# Armorial des freguesias de Marinha Grande
- il comporte peu ou pas de sources.
- il reste des blasons à dessiner dans cet armorial.

Cette page donne les armoiries (figures et blasonnements) des freguesias de Marinha Grande. 
| Image | Nom de la commune et blasonnement |
| ----- | --------------------------------- |
|       | Marinha Grande                    |
|       | Moita                             |
|       | Vieira de Leiria                  |